# Angelo Gatti (général)
Pour les articles homonymes, voir Angelo Gatti et Gatti.
Angelo Gatti (Capoue, 9 janvier 1875 - Milan, 19 juin 1948) est un général, essayiste et romancier italien.

## Biographie
Issu d'une famille de tradition militaire, il est orienté vers la vie militaire : il fréquente très jeune l'académie militaire de Modène, puis est affecté à la garnison de Bologne. Il sert ensuite dans différents endroits (Belluno, Palerme, Turin, Milan et Plaisance).
Doté d'une solide culture humaniste et de remarquables qualités d'écrivain, il est nommé en 1912 professeur d'histoire et d'art militaire à l'école de guerre de Turin et commence une activité de publication avec des articles sur l'histoire, la littérature, mais surtout sur des sujets militaires dans la Gazzetta del Popolo. Transféré à Milan en 1914 en tant que capitaine d'état-major, il commence à travailler pour le Corriere della Sera. Après le déclenchement de la Première Guerre mondiale, pendant la neutralité italienne, il écrit quelques articles dont il tire son pessimisme quant à l'entrée en guerre de l'Italie.
Après l'entrée en guerre de l'Italie (24 mai 1915), il est d'abord officier d'état-major dans la division du général Antonio Cantore, puis (1916) dans la première armée sous les ordres du général Gaetano Giardino, et enfin, en février 1917, il devient colonel, étant appelé au commandement suprême du général Cadorna, qui le nomme « chef du bureau historique du commandement suprême », en fait comme « historien de la future mémoire de la guerre italienne ». À ce titre, il a suivi les principaux événements de la guerre. La même année, le 28 juin, il est initié à la franc-maçonnerie dans la loge Propaganda Massonica à Rome. Après la bataille de Caporetto, il reste le secrétaire particulier de Cadorna, écarté du commandement suprême mais nommé membre du Conseil de guerre interallié à Versailles.
Après la guerre, il quitte le service militaire, épouse Emilia Castoldi et s'installe à Camerano Casasco, se consacrant à plein temps à la littérature. Il est l'éditeur de la série « Collezione italiana diari, memorie, studi e documenti per servire alla storia della guerra del mondo » publiée par Arnoldo Mondadori: 34 volumes publiés entre 1925 et 1935, dont des œuvres de Cadorna, Salandra, Giardino, Caviglia, Mira et Gatti lui-même). La mort de sa femme (1927) entraîne une profonde crise spirituelle dont il sort avec un changement d'intérêt exclusivement tourné vers la fiction. Le roman Ilia e Alberto (un amour conjugal qui dure au-delà de la mort et se termine dans la foi religieuse) a connu un succès retentissant auprès de la critique et du public. Après une longue période d'oubli, le roman est réédité par Rizzoli en 1994 dans la série dirigée par Don Luigi Giussani, i libri dello spirito cristiano ; étonnamment, même dans ces années-là, il a connu un succès extraordinaire auprès du public, comme en témoignent les nombreuses réimpressions. Une nouvelle réimpression est parue en 2008, toujours chez Rizzoli. En 1937, il est admis à l'Académie d'Italie (Accademia d'Italia). Il passe les dernières années de sa vie à Milan, dans le même appartement de la Via Leopardi où la militante pacifiste Teresita dei Bonfatti Pasini (it) alias Alma Dolens avait trouvé l'hospitalité.

## Écrits
Brillant écrivain, Gatti compose un grand nombre d'essais et d'œuvres de fiction. Les essais militaires sont généralement populaires, clairs dans leur exposition, parfois destinés à des fins de propagande ; ils sont appréciés pendant la période fasciste pour laquelle Gatti est accepté à l'Académie d'Italie. En revanche, les journaux intimes, dont la quasi-totalité est publiée à titre posthume, apparaissent aujourd'hui beaucoup plus intéressants. Compte tenu du point d'observation de Gatti, qui a souvent une connaissance directe des faits, et compte tenu de son expertise technique, ces derniers écrits se classent parmi les sources historiques, avec un haut degré de fiabilité lorsqu'il s'agit d'événements dont Gatti est le témoin direct (par exemple, la personnalité de Caporetto ou de Cadorna).
Les œuvres de fiction semblent être d'un style traditionnel du XIXe siècle, avec une certaine propension à l'observation et à la représentation psychologique des personnages. Gatti s'oriente vers le roman psychologique de la fin du XIXe siècle (Niccolò Tommaseo, Antonio Fogazzaro, Federico De Roberto).

### Essais sur des sujets militaires
- La guerra senza confini (Milan: Treves, 1915)
- L'Italia in armi (Milan: Treves, 1916)
- Le presenti condizioni militari della Germania (Milan: Treves, 1916)
- Servire! (Milan: Treves, 1917)
- Per l'aspra via alla meta sicura (Milan: Treves, 1917)
- Per la nostra salvezza (Milan: Treves, 1920)
- Il problema sociale della nazione armata (Milan: Treves, 1921)
- Uomini e folle di guerra (Milan: Treves, 1921)
- Nel tempo della tormenta (Milan: Mondadori, 1923)
- Uomini e folle rappresentative (1793-1890): saggi storici (Milan: Mondadori, 1925).
- La parte dell'Italia, Rivendicazioni (Milan: Mondadori, 1926)

### Journaux intimes
- Tre anni di vita militare italiana: novembre 1920 - aprile 1924 (Milan: Mondadori, 1924)
- Un italiano a Versailles: dicembre 1917 - febbraio 1918 (à titre posthume, une préface de Carlo Gatti, Milan: Ceschina, 1958)
- Caporetto. Dal diario di guerra inedito, maggio-dicembre 1917 (à titre posthume, une préface de Alberto Monticone, Bologns: Il Mulino, 1964).

### Narrations
Romans
- Ilia e Alberto (Milan: Mondadori, 1923; 14ª edizione: 1947)
- Il mercante di sole (Milan: Mondadori, 1942)

Contes
- Speranze e dubbi: novelle per giovinetti (Milan: P. Carrara, 1919)
- Racconti di questi tempi (Milan: Mondadori, 1935)
- La terra: Racconti del paese di Camerano (Milan: Mondadori, 1939)

Poésies
- Giovinezza (Plaisance: Del Maino, 1910)
- Canti delle quattro stagioni (Milan: Mondadori, 1936)
- Il villaggio povero (Rome: Appia, 1941)

Aphorismes, Essais
- Il generale Giorgio Washington (Milan, Rome: Treves, Treccani, Tumminelli, 1932)
- Le massime e i caratteri (Milan: Mondadori, 1934)
- Ancoraggi alle rive del tempo (Milan: Mondadori, 1938)
- Federico De Roberto nel romanzo italiano (Rome: La nuova antologia, 1939)
- Sulle vie dell'epopea (Milan: Mondadori, 1941)
- L'ombra sulla terra: storia sentimentale di tempi feroci (Milan: Garzanti, 1945)
- Risucchi (Milan: Cavallotti, 1947)

Théâtre
- L'orecchio di Dionigi. Scene (Milan: La Poligrafica, 1902)
- La via chiusa (Milan, 1909)

## Source
- (it) Cet article est partiellement ou en totalité issu de l’article de Wikipédia en italien intitulé « Angelo Gatti (generale) » (voir la liste des auteurs).